# Пастрмајлија
Пастрмајлија (мкд. Пастрмајлија, Пастрмалија) је специјалитет из македонске народне кухиње специфичан за околину Штипа. Главни састојци овог јела су тесто и месо. Традиционално, пастрмајлија има издужену форму теста на којем је надев од сецканих комадића меса. Име потиче од македонске речи пастрма, што значи усољено и сушено месо од овце или јагњета (пастрами и пастирма). Данас, међутим, у ресторанима могу се јести разноврсне варијације овог јела са додацима качкаваља, печурака или сланине. Јело се углавном служи са пар љутих папричица. У част пастрмајлији, сваке године у Штипу одржава се манифестација „Пастрмалијада“, посвећена овом јелу.

## Рецепти
- Пастрмајлија на Храна и Вино Архивирано на веб-сајту  (15. септембар 2012)
- Пастрмајлија на 360macedonia Архивирано на веб-сајту  (28. децембар 2010)
- Пастрмајлија на Diethood
- Пастрмајлија на Restorani.mk